# احتياطيات الصخر الزيتي
هذه قائمة الدول حسب احتياطي الصخر الزيتي مأخوذه أساسا من إدارة الطاقة الأمريكية EIA.
| الترتيب | الدولة/المنطقة   | الاحتياطي المؤكد من الصخر الزيتي (مليار برميل) | تاريخ المعلومات |
| ------- | ---------------- | ---------------------------------------------- | --------------- |
| —       | العالم           | 345                                            | يونيو 2013      |
| 1       | روسيا            | 75                                             | يونيو 2013.     |
| 2       | الولايات المتحدة | 58                                             | يونيو 2013.     |
| 3       | الصين            | 32                                             | يونيو 2013.     |
| 4       | الأرجنتين        | 27                                             | يونيو 2013.     |
| 5       | ليبيا            | 26                                             | يونيو 2013.     |
| 6       | أستراليا         | 18                                             | يونيو 2013.     |
| 7       | فنزويلا          | 13                                             | يونيو 2013.     |
| 8       | المكسيك          | 13                                             | يونيو 2013.     |
| 9       | باكستان          | 9                                              | يونيو 2013.     |
| 10      | كندا             | 9                                              | يونيو 2013.     |